# Macizo de Montserrat
Montserrat es un macizo rocoso considerado tradicionalmente la montaña más importante y significativa de Cataluña (España). Está situada a 30 km del centro de Barcelona, en la provincia homónima, entre las comarcas de: Noya, el Bajo Llobregat y el Bages. En esta montaña se sitúa el santuario y monasterio benedictino de Montserrat, dedicado a la Virgen de Montserrat. Así mismo se encuentra el de San Benito de Montserrat que es de monjas benedictinas.
La palabra mont significa «monte» y serrat significa «serrado» en catalán. Este nombre deriva de su peculiar morfología, en la que parece como si se hubiese intentado serrarla con una sierra gigante. Tanto la palabra serrat como serralada (cordillera) provienen de serra, derivadas de la palabra latina serra, nombre que recibe el instrumento para serrar. En las representaciones heráldicas, Montserrat aparece como un grupo de montañas de oro sobre campo de gules con una sierra de oro que la corta por encima.

## Morfología y descripción

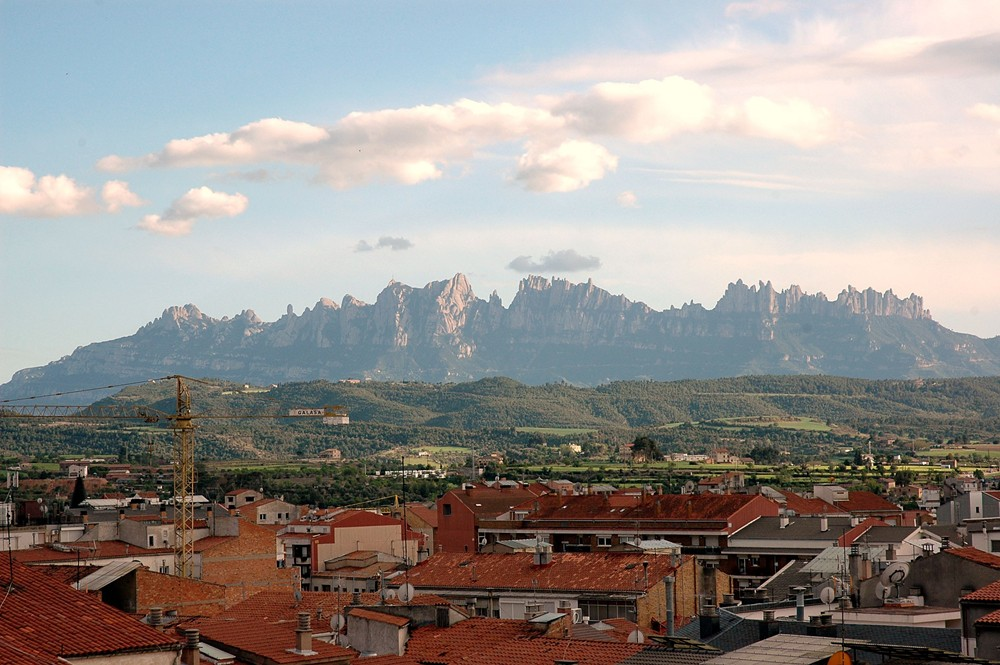
Montserrat desde Manresa

Se trata de un macizo de forma singular que se yergue bruscamente al oeste del río Llobregat hasta los 1.236 metros de altura del pico de Sant Jeroni. Otros picos destacados son el Cavall Bernat, las Agulles, el Serrat del Moro, el Montgròs, Sant Joan y la Palomera. En 1987 fue declarado parque natural para garantizar su conservación.
Las caprichosas formas de la montaña más emblemática de Cataluña, su belleza «natural, pero de apariencia sobrenatural», son el resultado de un proceso geológico y geomorfológico de millones de años.
Cuando el mar terciario ocupaba lo que es ahora la "Plana de Lérida", y las Islas Baleares eran un gran macizo de la talla de los Pirineos actuales, un delta formado por guijarros y demás material detrítico arrastrado por un gran río torrencial ocupaba estas tierras. Matriz, material grueso y capas de gres y margas fueron cimentándose con la progresiva desecación de este delta. Pero no se estableció el punto de inicio del relieve actual hasta la violenta acción del gran episodio de la orogenia alpina, el cual elevó en bloque y fracturó el conglomerado montserratino (conocido como pudinga) cambiando completamente el paisaje.

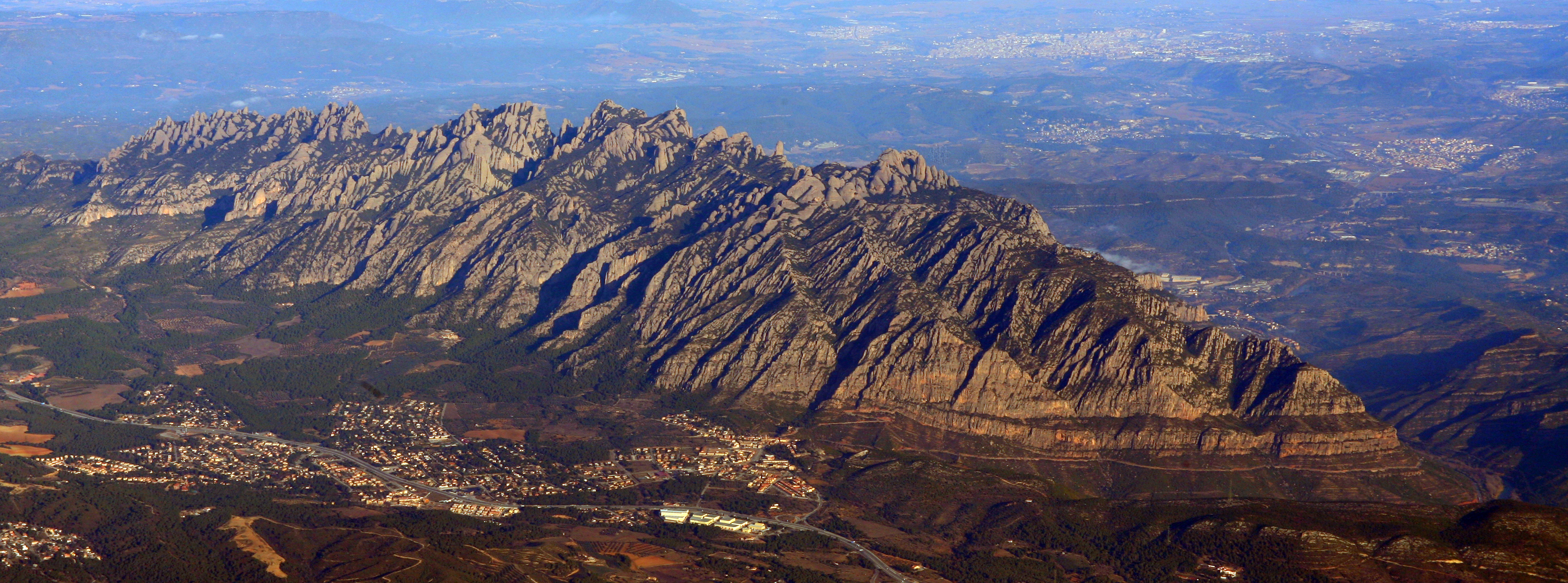
Macizo de Montserrat desde el aire.

La erosión diferencial del agua actuando sobre materiales de diferente resistencia y composición, trabajo que facilitaron las múltiples grietas, ha dado lugar a su relieve tan característico y mágico, con agujas, valles, baumas y cuevas, que Montserrat muestra con magnificencia en la actualidad.
Como buena montaña mediterránea, el bosque de encina y durillo ocupan gran parte del territorio y aunque parezca una montaña yerma, se encuentra una gran variedad de vegetación una vez nos adentramos en ella, sobre todo en zonas sombrías y valles interiores, donde los arbustos y enredaderas de características más húmedas, como la zarzaparrilla, el boj y el aladierno colonizan el subsuelo de los bosques de robles.
Entre la fauna más característica encontramos jabalíes y cabras salvajes como mamíferos más fáciles de ver y águilas perdiceras y búhos reales como pájaros más vistosos, aunque de hábitos nocturnos. La salamandra, el sapo común, el arrendajo, el gavilán, la culebra de escalera y el murciélago, entre otros elementos faunísticos, complementan la ecología de la montaña.

## Espiritualidad

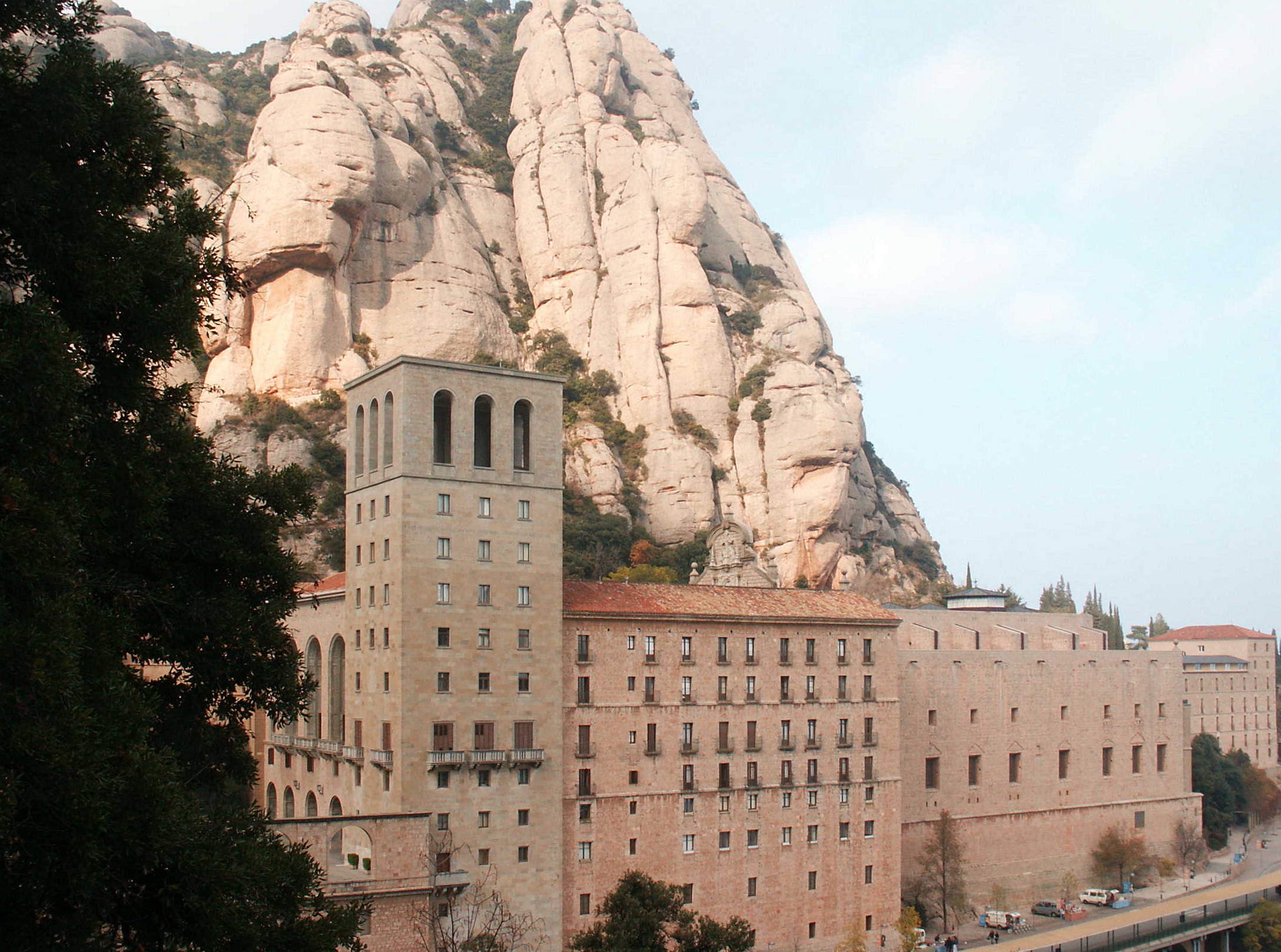
Vista general del Monasterio.

Desde que según la leyenda se encontró la imagen de la virgen en la Santa Cova, Montserrat ha estado vinculada con la espiritualidad. Además del monasterio, la montaña tiene un número destacado de pequeñas iglesias y ermitas, algunas abandonadas, como Santa Cecilia, Sant Benet, Sant Joan o Sant Jeroni.
La Virgen, conocida popularmente como "la Moreneta" por su color oscuro, es una talla románica de madera datada a finales del siglo XII. Su color es el resultado de la transformación del barniz con el paso el tiempo. La festividad de la Virgen de Montserrat se celebra el 27 de abril. La Virgen es la patrona de Cataluña.

## Leyenda
Según la leyenda, en el año 880, un sábado por la tarde, unos pastores vieron descender del cielo una fuerte luz, acompañada por una hermosa melodía. El sábado siguiente la visión se repitió. Los cuatro siguientes sábados los acompañó el rector de Olesa que pudo dejar constancia de esa visión.
El obispo, al enterarse de la noticia, organizó una visita durante la cual encontraron una cueva en la que se hallaba la Santa Imagen. El obispo Vila propuso trasladar la imagen a Manresa pero, al sacar la imagen, esta se hizo tan pesada que no la pudieron mover. El obispo interpretó este fenómeno como el deseo de la Virgen de quedarse en ese lugar y ordenó construir una capilla.

## El monasterio

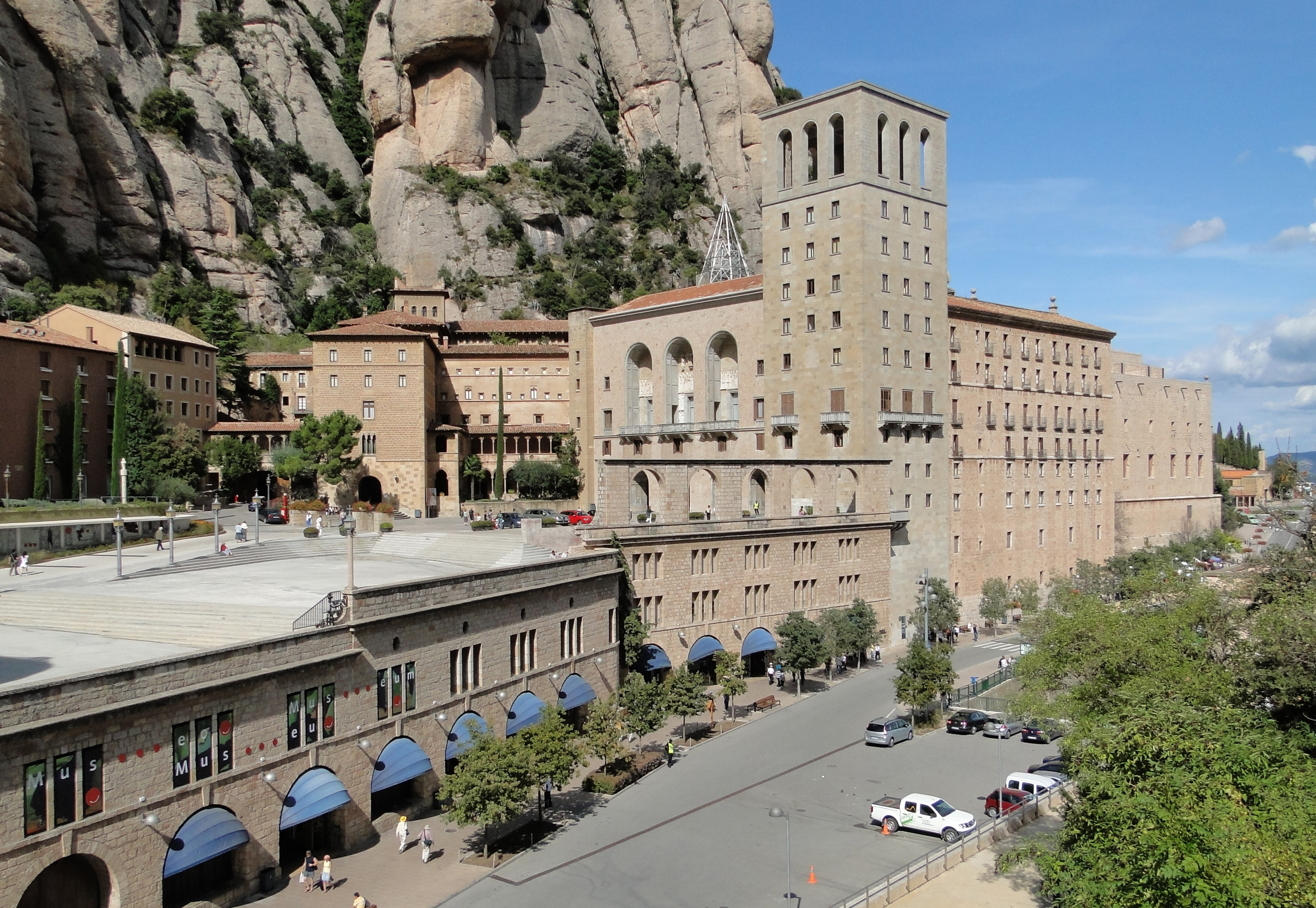
Vista del monasterio sobre la montaña.

Entre las diversas construcciones del monasterio benedictino, la sala capitular, el claustro neorrománico y el refectorio, destacan por su estilo arquitectónico, renovado en 1925 por Josep Puig i Cadafalch.
La actual comunidad de Montserrat está formada por unos ochenta monjes que siguen la regla de san Benito (siglo VI). El objetivo principal de la comunidad es seguir haciendo de la montaña un punto de encuentro y oración.

## Cultura
La cultura también forma parte de Montserrat ya que el monasterio cuenta con una biblioteca con casi 300.000 volúmenes, una escolanía de niños cantores (considerada el conservatorio infantil más antiguo de Europa) y un museo que contiene obras de artistas como el Greco, Picasso y Salvador Dalí. También se encuentran algunos tesoros del Antiguo Egipto entre los que se incluye una momia.
El monasterio es también el origen de iniciativas editoriales como las Publicaciones de la Abadía de Montserrat o la revista Serra d'Or.

## Vías ferratas
La vía ferrata más famosa (Teresina) está permanentemente cerrada. La vía ferrata más conocida actualmente es Vía ferrata Canal de las Damas o de l'Artiga Baixa(nivel de dificultad D). Con acceso restringido desde noviembre de 2020, Se encuentra en Collbató y atraviesa por un canal.

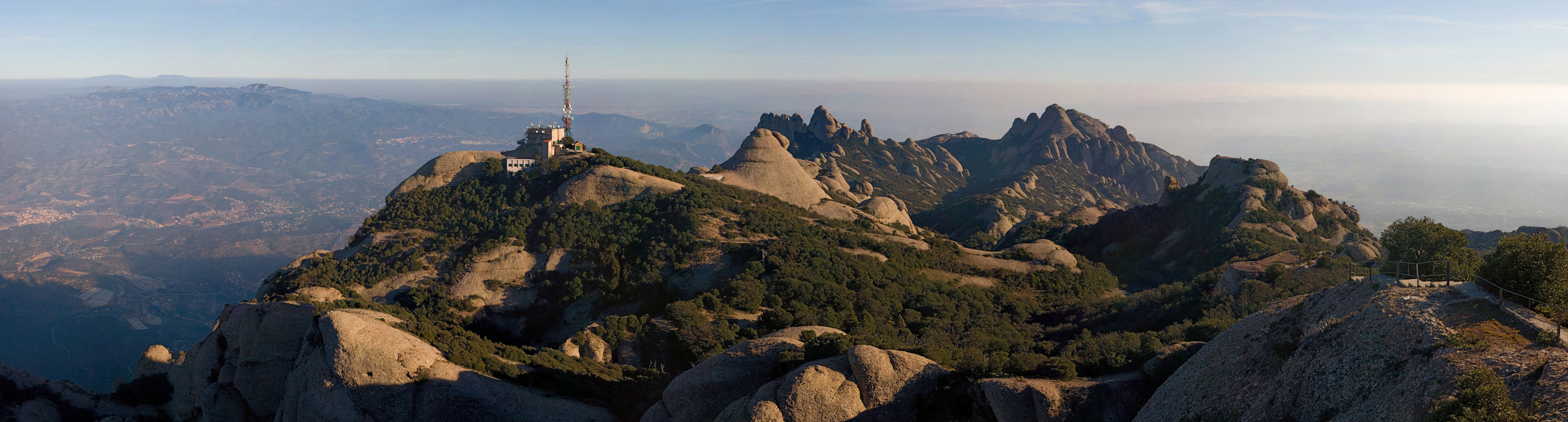
Vista panorámica de Montserrat.